# Henry Moore (Maler)

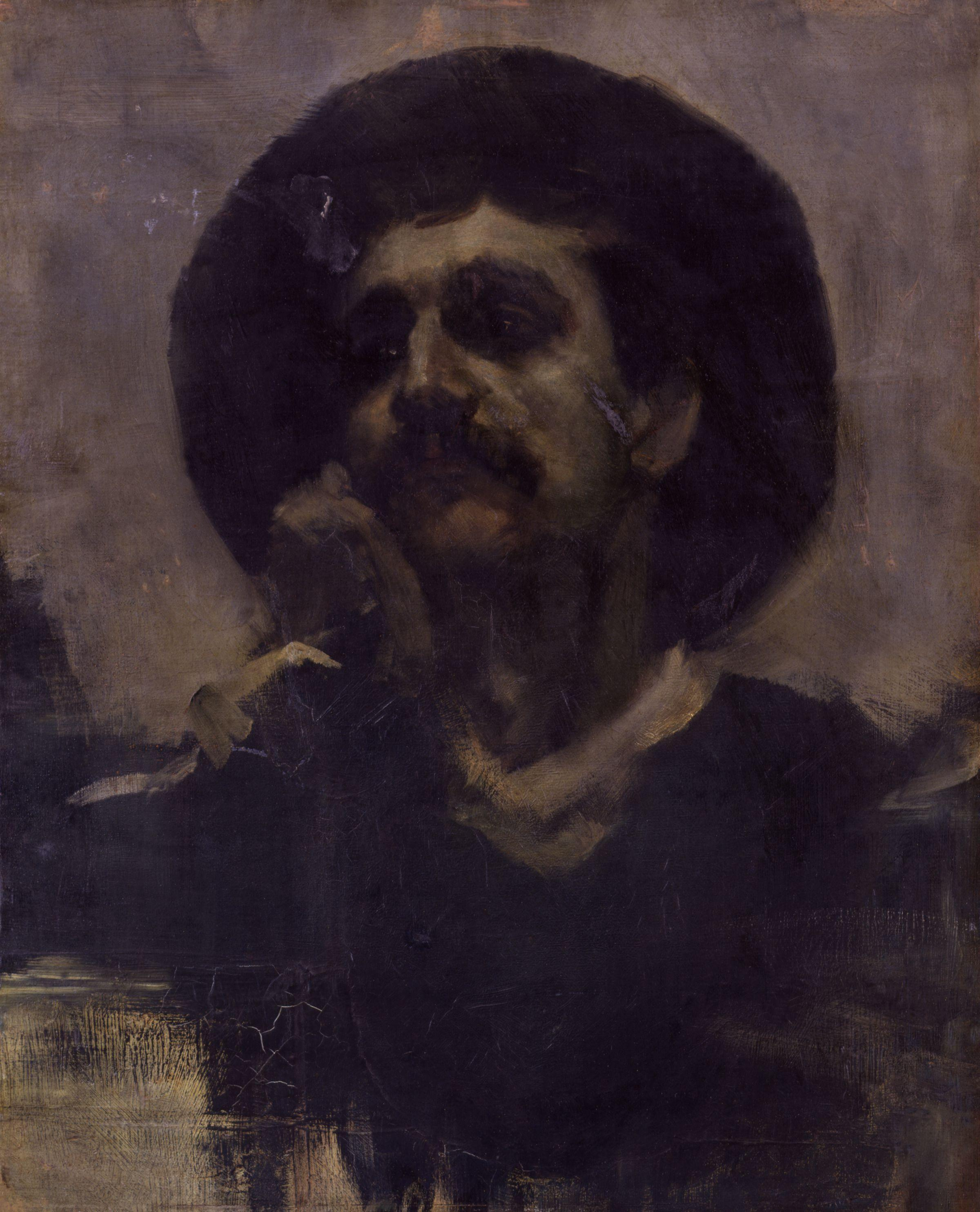
Selbstporträt

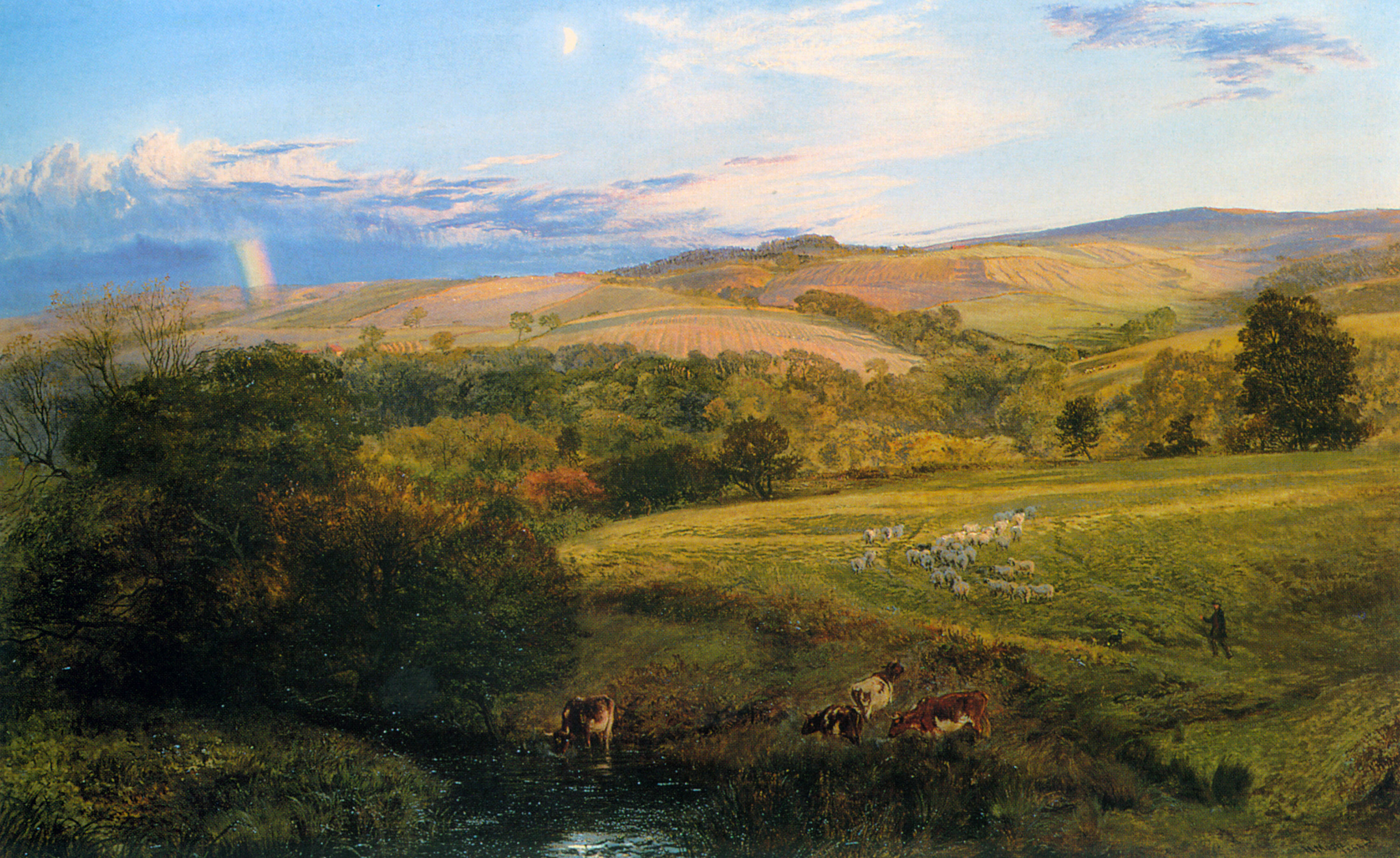
The Rainbow

Henry Moore (* 7. März 1831 in York; † 22. Juni 1895 in Margate) war ein britischer Landschafts- und Marinemaler.

## Leben
Henry Moore war der ältere Bruder von Albert Joseph Moore. Er begann seine Ausbildung zuerst unter seinem Vater William Moore (1790–1851) an der York School of Design, die von William Etty gegründet worden war. Anschließend besuchte er die Royal Academy of Arts in London. Seine künstlerische Laufbahn begann er als Tier- und Landschaftsmaler mit Ansichten aus dem Lake District, Devon, Surrey, Yorkshire, Wales und Chamonix, nicht zuletzt auch aus Schottland.
Einige seiner Arbeiten aus dieser ersten Zeit zeigen den Einfluss des Präraffaelitismus, jedoch wandte sich Moore in den späten 1850er-Jahren fast vollständig der Marinemalerei zu, für die er heute noch am ehesten bekannt ist. Für seine Seestücke verbrachte er Wochen auf den großen Yachten von Freunden, um die See vor Dover sowie vor den Küsten Cornwalls, Irlands und Schottlands zu malen. Hinsichtlich der Darstellung der Wellenbewegung, der wirklichkeitsgetreuen Wiedergabe von Farbe, Texturen sowie atmosphärischer Effekte findet sich kaum seinesgleichen.
1880 wurde er zum Vollmitglied in die Royal Society of Painters in Water Colours gewählt.
Moore war eine streitbare Persönlichkeit, was vielleicht dazu beitrug, dass ihm die Mitgliedschaft in der Royal Academy erst angetragen wurde, als an seiner Bedeutung als führender Marinemaler Englands neben John Brett (1831–1902) kein Zweifel mehr bestand. Er gewann etliche Preise, darunter den Grand Prix auf der Pariser Ausstellung von 1889 für das Bild Clear Shining after Rain. Dafür wurde er mit dem Orden der Ehrenlegion ausgezeichnet.

## Werke (Auswahl)
- The Pilot Cutter 1866
- The Salmon Poachers 1869
- The Lifeboat 1876
- Highland Pastures 1878
- The Beached Margent of the Sea 1880
- The Newhaven Packet 1885 (gekauft von der Birmingham Corporation)
- Catspaws off the Land 1885 (gekauft von den Chantrey Fund trustees)
- Mount’s Bay 1886 (gekauft von der Manchester Corporation)
- Nearing the Needles 1888
- Machrihanish Bay, Cantyre 1892
- Hove-to for a Pilot 1893
- Glen Orchy ein Landschaftsbild